# Orange2Fly
Orange2Fly était une compagnie aérienne charter grecque offrant des locations de vols avec équipage, charters et ad hoc[pas clair], Son siège était établie à l'aéroport international d'Athènes.

## Histoire
La compagnie aérienne a été fondée en septembre 2015 par l'investisseur grec M. Pantelis Sofianos. Elle réceptionne son premier avion, un Airbus A320, en juin 2016 et a démarre ses activités le 20 juillet 2016. La flotte de la compagnie aérienne s'agrandit pour porter à cinq Airbus A320 en décembre 2018. Ils ont notamment assuré des vols de Pristina vers l'Allemagne. Orange2fly a également été affrétée par Corendon vers différentes destinations, certains de leurs avions ont d'ailleurs été peints dans une livrée hybride.
En septembre 2021, la compagnie aérienne Orange2Fly a déposé son bilan et a immédiatement cessé ses activités.

## Flotte

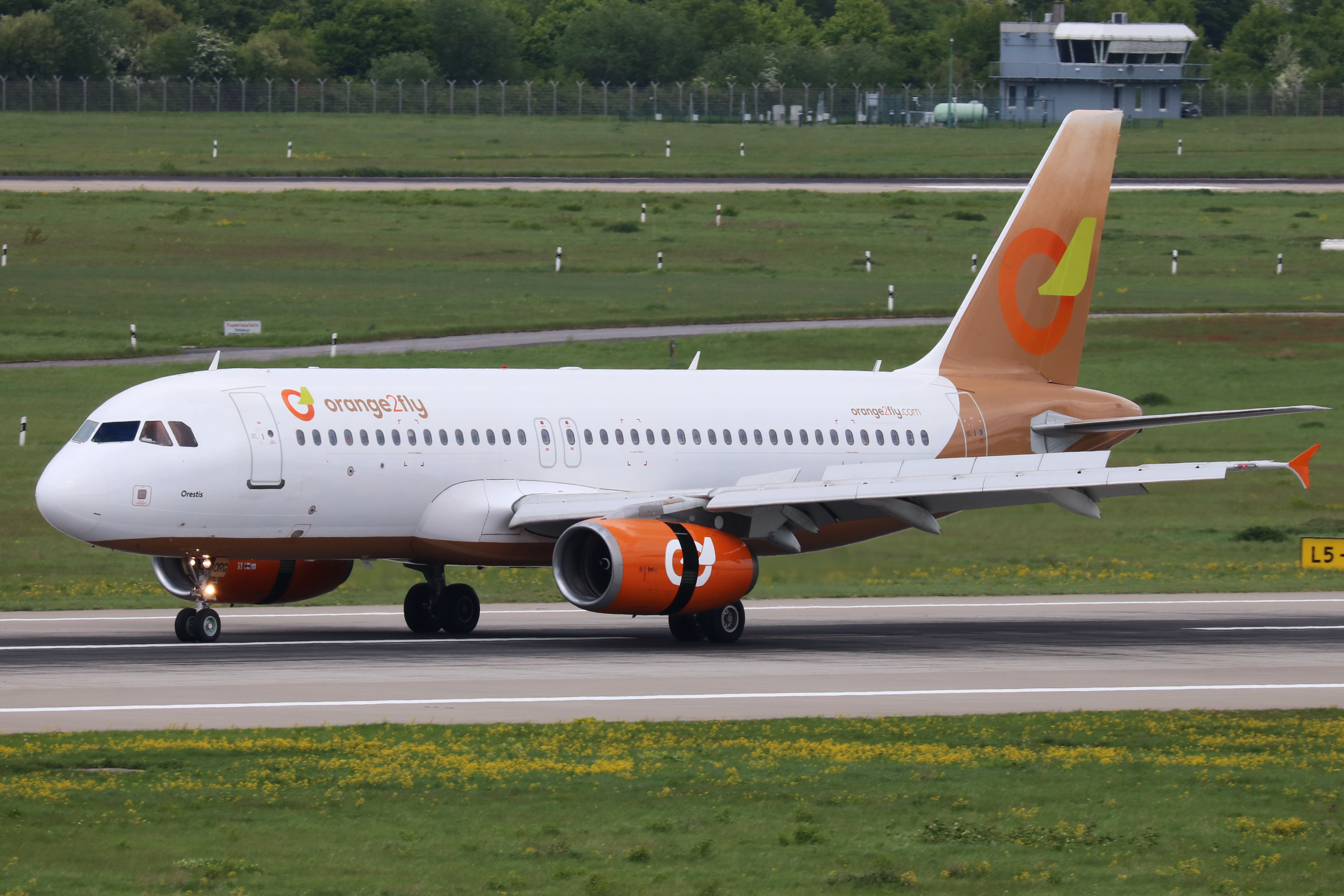
Orange2Fly Airbus A320-200

En septembre 2020, la flotte de Orange2fly était composée des avions suivants :